# We Wai kum
We Wai kum (Campbell River First Nation, Campbell River Indian Band), ime za skupinu Lekwiltok Indijanaca, šira skupina Kwakiutl. Danas njih blizu 800 živi na istočnoj obali otoka Vancover, od čega oko 360 na rezervatu Campbell River Indian Reserve #11. Ostala tri njihova rez;ervata su Homayno # 2, Loughborough # 3 i Matlaten # 4.
Govore jezikom lik’wala.